# تفنگ آمریکایی
تفنگ آمریکایی (انگلیسی: American Gun) یک فیلم در ژانر جنایی و درام است که در سال ۲۰۰۵ منتشر شد.

## بازیگران
- لیندا کاردلیانی
- تونی گلدوین
- مارسیا گی هاردن
- دونالد ساترلند
- فارست ویتاکر
- آماندا سایفرد
- کریس مارکت
- کریس وارن جونیور
- نیکی رید
- رکس لین
- گارسل بووی
- اسکایلر فیسک
- جیمز موریسون
- ریچل بلا
- دانیال هوگو کلی
- آلی هیلیس
- گابریل کریستین
- ملیسا لیو
- لی گارلیگتون
- آرلن اسکارپتا
- مایکل جی. شنون